# WebQuest

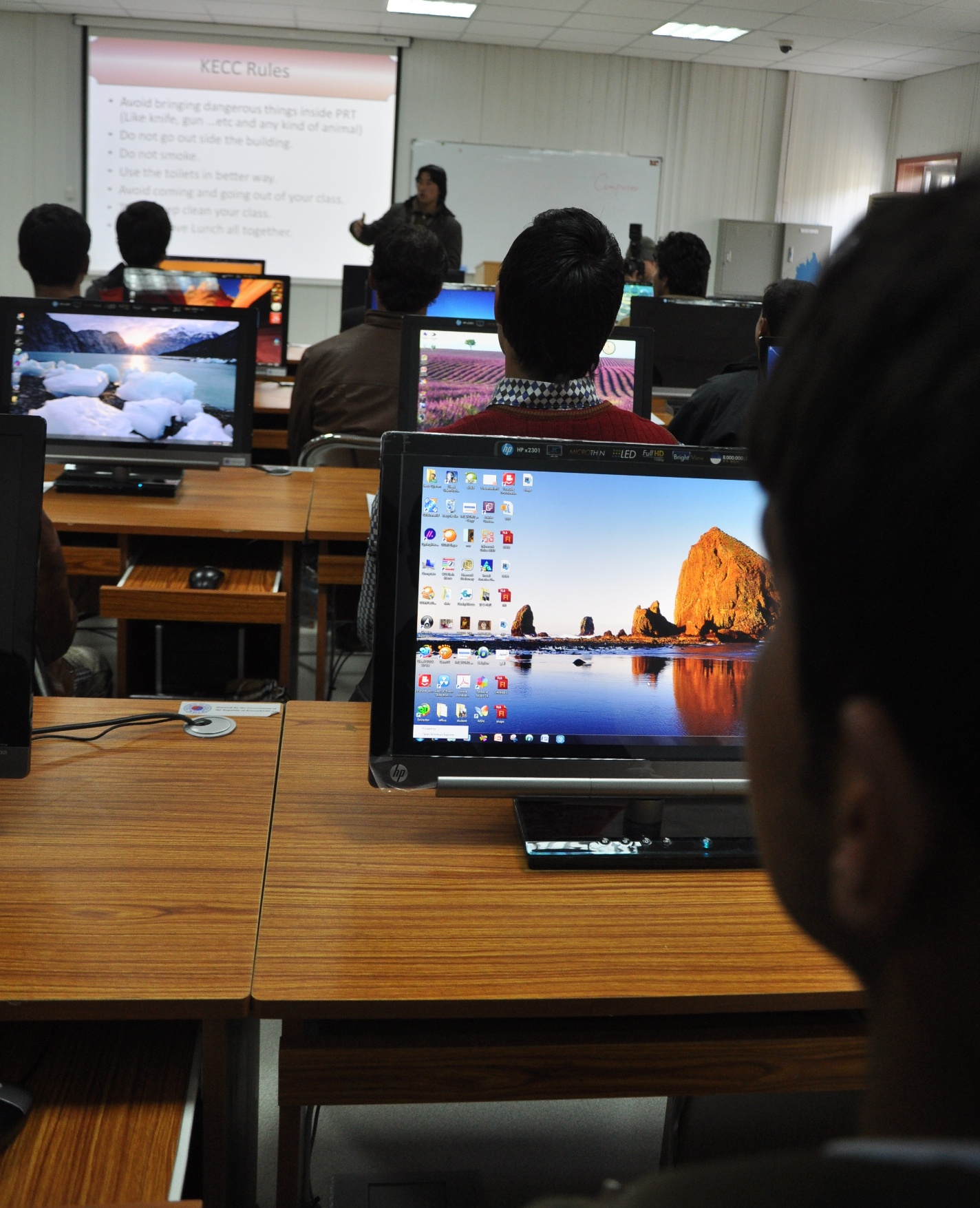

WebQuest (do inglês, pesquisa, jornada na Web)  é uma metodologia de pesquisa orientada para a utilização da internet na educação, onde quase todos os recursos utilizados para a pesquisa são provenientes da própria web compreendendo assim uma série de atividades didáticas de aprendizagem que se aproveitam da imensa riqueza de informações do mundo virtual para gerar novos conhecimentos. Trata-se de uma proposta feita em 1995 pelo professor Bernie Dodge, da Universidade de San Diego, com a participação do seu colaborador Tom March.

## Elaboração
Geralmente a webquest é elaborada por um professor com questões para serem solucionadas pelos alunos de ensino fundamental, médio ou superior. Ela sempre parte de um tema onde se delinearão as tarefas, que envolve consultar fontes de informação como livros, vídeos e mesmo pessoas a entrevistar, entretanto, são mais comuns sites ou páginas na internet. Essas fontes são, em geral, selecionadas pelo professor.

## Características
As webquests possuem uma base teórica construtivista, pois os próprios alunos vão construindo seu conhecimento. Através do cumprimento das tarefas eles vão transformando as informações, compreendendo-as e armazenando-as. Suas estratégias de aprendizagem ajudam os estudantes a desenvolver habilidades de cooperação para com o grupo e a entender que aprendemos mais e melhor com os outros do que sozinhos. Seu principal objetivo é desenvolver as habilidades cognitivas dos alunos.
Para desenvolver uma webquest é necessário criar um site que pode ser construído com um editor de HTML, serviço de blog ou até mesmo com um editor de texto que possa ser salvo como página da web. Os passos para a criação da webquest são os seguintes:

## Estrutura
Introdução
Nela você deverá apresentar as informações básicas da pesquisa aos alunos, orientando-os sobre o que vão encontrar na atividade proposta. Além disso, tem como objetivo despertar o interesse deles para realizar o trabalho, motivando-os para começar;
Tarefa
Descrever o que os alunos deverão elaborar durante o projeto, propondo um percurso a ser percorrido até o final dele, sem, entretanto, dá-los um produto pronto/acabado;
Processo
Fornecer descrições das etapas que os alunos deverão seguir para a realização do trabalho, incluindo orientações sobre como subdividir as tarefas;
Recursos
Disponibiliza aos alunos uma lista de referências bibliográficas a serem consultadas para a realização das tarefas.
Conclusão
Corresponde à finalização da tarefa proposta. Nela o professor deve apresentar um resumo que levará o aluno à reflexão da atividade com o objetivo de reconhecer o que foi aprendido.
Avaliação
Um tópico bastante comum na webquest é o intitulado de avaliação. Nesse tópico, o professor irá explicar os critérios que serão utilizados para avaliar o desempenho do aluno para com o seu trabalho. Após a elaboração desses tópicos, basta que o criador da webquest poste-a na internet. Como dito anteriormente, para fazer isso, será preciso hospedar a webquest num servidor.

## Estruturas Modificadas
No Brasil alguns pesquisadores desenvolveram estruturas modificadas para webquest.
O pesquisador Jarbas Novelino Barato, que foi orientado por Bernie Dodge, criou as Webgincanas.
As Webgincanas exigem que o estudante mobilize conhecimentos que foram assimilados e possam ser expressos de forma mais rápida.
São etapas das Webgincanas: Introdução, Desafios, Recursos, Avaliação e Conclusão.
O desafio é a única etapa que difere da estrutura tradicional. Nessa etapa cria-se um ambiente lúdico em que os estudantes, em equipe, realizarão atividades e missões conectadas, tal qual ocorre, em uma gincana temática, em que os desafios estão encadeados.
A avaliação nesta estrutura é mais objetiva, podendo considerar maior pontuação, ou ponto bônus, à equipe que cumprir antes determinada missão. 

## Objetivos Educacionais
Pedagogicamente falando, a utilização da webquest pode ajudar o educador a alcançar objetivos educacionais importantes, tais como:
a) modernizar o jeito de se fazer educação, já que as webquests fazem o uso da internet, o que é uma maneira de praticar uma educação sintonizada com nosso tempo;
b) garantir o acesso a informações autênticas e atualizadas, pois os professores têm também o objetivo de selecionar as fontes de pesquisas para se obter informações confiáveis;
c) promover aprendizagem cooperativa;
d) desenvolver as aptidões cognitivas, pois a webquest oferece oportunidades para o desenvolvimento das habilidades do conhecer;
e) incentivar a criatividade.
f) transformar as informações existentes ao invés de apenas reproduzi-las, tendo em vista a necessidade de solucionar as questões e metas propostas pela webquest